# Rhopalomyia tubifex
Rhopalomyia tubifex är en tvåvingeart som först beskrevs av Bouche 1847.  Rhopalomyia tubifex ingår i släktet Rhopalomyia och familjen gallmyggor. Inga underarter finns listade i Catalogue of Life.